# HCB Сонгу

Логотип клубу до 2016 року

Групу Деспортіву да Гідроелектріка ді Кагора Басса ді Сонгу або просто HCB Сонгу (порт. Grupo Desportivo da Hidroeléctrica de Cahora Bassa de Songo) — професіональний мозамбіцький футбольний клуб з міста Сонгу.

## Історія клубу
Заснований у 1982 році, оскаржував результати аматорських чемпіонатів у Мозамбіку, щоб отримати доступ до першого дивізіону Чемпіонату Мозамбіку з футболу в 2009 році. У 2011 році досяг свого найкращого результату — закінчив чемпіонат на третьому місці, повторив цей успіх в 2013 році. У 2016 році команда продовжує виступати в Мосамболі.

## Стадіон
Домашні матчі «HCB Сонгу» проводить на стадіоні «Ештадіу 27 ді Новембру», який вміщує 2 000 глядачів.

## Досягнення
- Чемпіонат Мозамбіку з футболу:
  -  Чемпіон (3): 2017, 2018, 2022
  -  Срібний призер (3): 2016, 2019, 2024
  -  Бронзовий призер (2): 2011, 2013

## Відомі гравці
- Франк Банда
- Бонгані Мбеле